# Abelov binomski izrek
Abelov binomski izrek, ki je poimenovan po Nielsu Henriku Abelu, je matematična identiteta, ki vključuje vsote binomskih koeficientov. Pove pa nam tole:
{\displaystyle \sum _{k=0}^{m}{\binom {m}{k}}(w+m-k)^{m-k-1}(z+k)^{k}=w^{-1}(z+w+m)^{m}.}

## Primer

### m= 2
{\displaystyle {\begin{aligned}&{}\quad {\binom {2}{0}}(w+2)^{1}(z+0)^{0}+{\binom {2}{1}}(w+1)^{0}(z+1)^{1}+{\binom {2}{2}}(w+0)^{-1}(z+2)^{2}\\&=(w+2)+2(z+1)+{\frac {(z+2)^{2}}{w}}\\&={\frac {(z+w+2)^{2}}{w}}.\end{aligned}}}